# Lago Seneca
Il lago Seneca è il più grande tra i Finger Lakes, un gruppo di laghi di origine glaciale situati nello stato di New York. Come gli altri Finger Lakes, il Seneca è di forma allungata: la sua lunghezza, di 61 km, è seconda tra essi solo al lago Cayuga. Il Seneca è inoltre il più profondo tra questi laghi, e di conseguenza anche quello con il maggior volume. Il suo nome deriva dai Seneca, una tribù irochese.
All'estremità settentrionale del lago sorge la città di Geneva, mentre a sud si trova il villaggio di Watkins Glen.
Per la sua profondità, il lago è stato usato dalla US Navy per dei test sui sottomarini della classe Seawolf. Grazie al microclima generato dal lago, inoltre, sulle sue sponde sorgono diverse aziende vinicole, 36 delle quali fanno parte della Seneca Lake Wine Trail.
I due principali immissari del fiume sono il Keuka Lake Outlet, emissario del lago Keuka (ad est), e il Catherine Creek, a sud. Le acque del lago scorrono poi nel Cayuga-Seneca Canal, e quindi nel Canale Erie.